# 昌塔兰寺 (吞武里县)
昌塔兰寺、晶塔兰寺，又称水晶寺，是一座位于吞武里县伊勒区特泰路的三级泰国皇家寺庙。

## 历史
晶塔兰寺建于大城王朝时期。由于寺庙位于因塔兰寺和王舍城寺之间而被称为伊勒中央寺，当地人称为中央寺。

## 建筑景观
寺庙没有华丽的装饰，整体建筑为中式风格。佛殿结构曾为砖瓦结构，在修缮授戒堂时改用钢筋混凝土。内供奉着多尊古代佛像。授戒堂年久失修。1974年，Wisutthiwaraphon住持对其进行修缮。1977年，修缮工作结束。其结构与佛殿一样改用较为坚固的钢筋混凝土。
主佛像由黄铜制成，呈降伏魔罗姿态。另一尊引人注目的佛像是用柚木制成的高浮雕冠佛，表面被锡所覆盖。佛像描绘呈镇海姿态。美术部将此佛像注册为国家遗产。此外，佛殿的墙壁和天花板上还有非常精美和精致的中国壁画。